# Henrik Zetterberg (professor)
Henrik Zetterberg, född 1973, är en svensk neurokemist. 
Zetterberg tog läkarexamen 1998, blev 2003 filosofie doktor vid Göteborgs universitet och utsågs 2011 till professor i neurokemi vid samma lärosäte. Hans forskning har inriktat sig mot hjärnskador genom undersökning av neurokemiska markörer, också kallat biomarkörer. I sin forskning har Zetterberg bland annat undersökt risken att drabbas av hjärnskador för idrottsutövare som utsätts för stötar eller slag mot huvudet. På senare år har hans forskning främst inriktat sig på att hitta biomarkörer för neurodegenerativa sjukdomar som Alzheimers sjukdom och Parkinsons sjukdom.
År 2024 blev Zetterberg ledamot av klassen för medicinska vetenskaper vid Kungl. Vetenskapsakademien. Hans vetenskapliga publicering har (2025) enligt Scopus över 136 000 citeringar och ett h-index på 166.

## Utmärkelser
- Inga Sandeborgs pris (2012)[8]
- Wallenberg Academy Fellows (2013)[9]
- Ledamot av Kungl. Vetenskapsakademien, klassen för medicinska vetenskaper.[6]